# آرمناک آرمناکیان
آرمناک ماناسری آرمناکیان (Արմենակ Մանասերի Արմենակյան؛ زادهٔ ۱۱ دسامبر ۱۹۵۵ - درگذشته ۲۷ اکتبر ۱۹۹۹) یک سیاستمدار، کنشگر و فرد نظامی اهل ارمنستان بود که از تاریخ تا تاریخ ۱۹۹۹ نمایندگی دوره‌های اول و دوم مجلس ملی جمهوری ارمنستان را برعهده داشت.

## زندگی‌نامه
در ۱۱ دسامبر ۱۹۵۵ در ایروان به دنیا آمد  وی در ۲۷ اکتبر ۱۹۹۹ در سن ۴۳ سالگی در جریان تیراندازی مجلس ملی جمهوری ارمنستان در ایروان کشته شد.

## نگارخانه

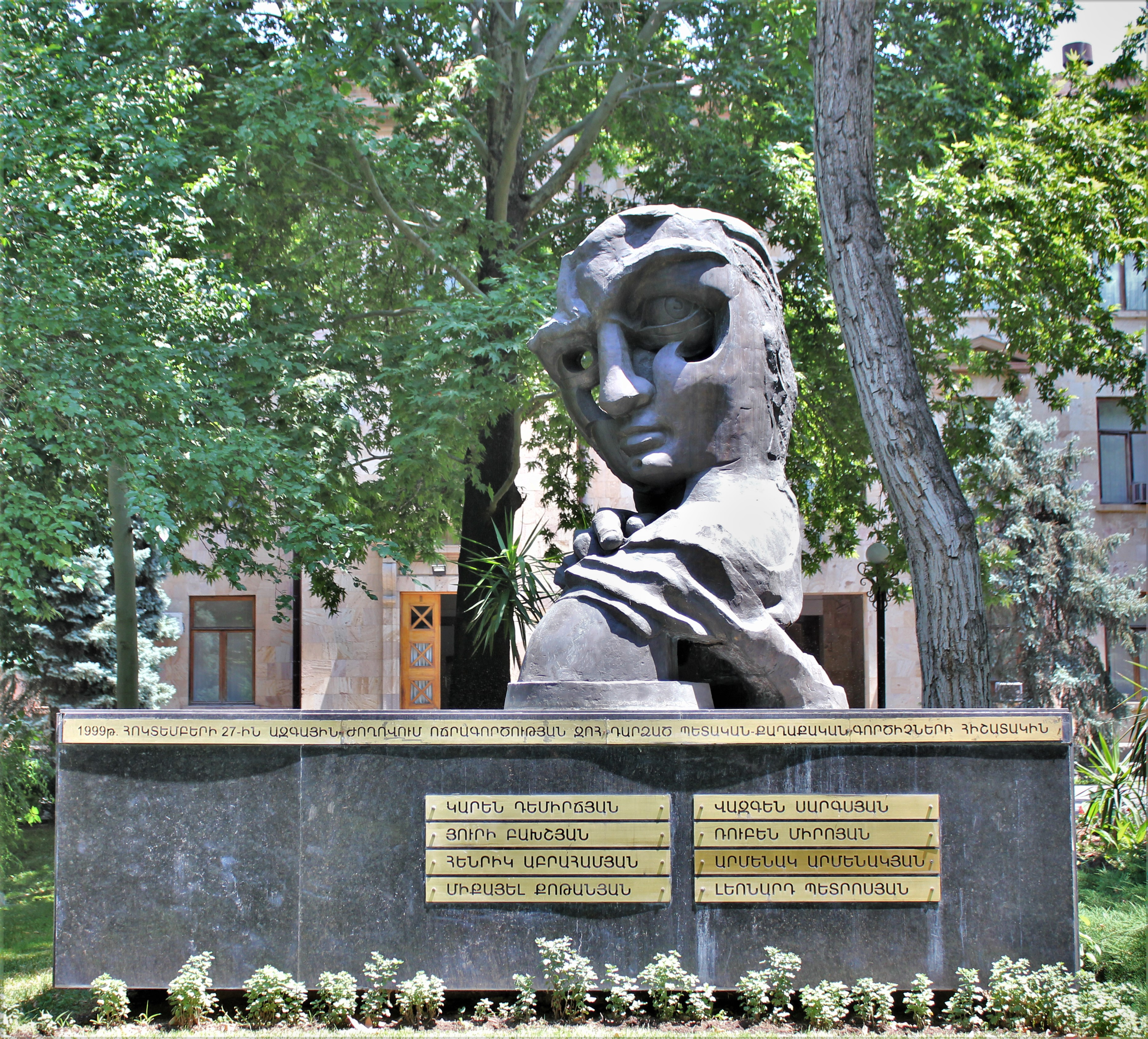